# شبگرد خال‌دم
شبگرد خال‌دم (نام علمی: Caprimulgus maculicaudus) نام یک گونه از تیره شبگردان است.